# 男子第51回・女子第46回全日本学生バスケットボール選手権大会
男子第51回・女子第46回 全日本学生バスケットボール選手権大会（だんしだい51かい・じょしだい46かい ぜんにほんがくせいバスケットボールせんしゅけんたいかい）は、1999年11月28日から12月5日まで8日間にわたって国立代々木競技場第二体育館などで行われた全日本学生バスケットボール選手権大会。

## 日程
- 11月28日 - 男女1回戦
- 11月29日 - 男女1回戦
- 11月30日 - 男女2回戦
- 12月1日 - 男女3回戦
- 12月2日 - 男女5～8位決定戦
- 12月3日 - 男女順位決定戦・男女決勝リーグ
- 12月4日 - 男女決勝リーグ
- 12月5日 - 男女決勝リーグ・閉会式

## 会場
- 代々木第二体育館
- 東京体育館
- 駒沢屋内球技場

## 出場校

### 男子
北海道・東北
- 北海道1位 札幌大学（14年連続27回目）
- 北海道2位 北海学園大学（2年連続17回目）
- 東北1位 仙台大学（3年連続5回目）
- 東北2位 東北学院大学（6年連続37回目）

関東
- 関東1位 日本体育大学（43年連続43回目）
- 関東2位 青山学院大学（17年連続23回目）
- 関東3位 拓殖大学（29年連続29回目）
- 関東4位 専修大学（15年連続34回目）
- 関東5位 中央大学（23年連続44回目）
- 関東6位 大東文化大学（4年連続9回目）
- 関東7位 日本大学（48年連続48回目）
- 関東8位 筑波大学（51年連続51回目）
- 関東9位 明治大学（6年連続46回目）
- 関東10位 慶應義塾大学（2年連続43回目）
- 関東11位 上武大学（2年連続2回目）
- 関東12位 順天堂大学（18年連続21回目）

北信越・東海
- 北信越1位 金沢大学（4年ぶり32回目）
- 北信越2位 新潟工業短期大学（3年連続3回目）
- 東海1位 愛知学泉大学（12年連続12回目）
- 東海2位 中京大学（5年連続38回目）
- 東海3位 愛知大学（3年連続13回目）

近畿
- 関西1位 京都産業大学（29年連続29回目）
- 関西2位 同志社大学（48年連続50回目）
- 関西3位 関西学院大学（2年連続26回目）
- 関西4位 大阪商業大学（4年連続37回目）
- 関西5位 近畿大学（21年連続39回目）

中国・四国
- 中国1位 広島大学（5年ぶり13回目）
- 中国2位 広島経済大学（3年連続4回目）
- 四国1位 高知大学（4年連続12回目）

九州
- 九州1位 福岡大学（9年連続40回目）
- 九州2位 九州産業大学（2年連続27回目）
- 九州3位 鹿屋体育大学（3年連続8回目）

### 女子
北海道・東北
- 北海道1位 北海道教育大学札幌校（2年連続6回目）
- 北海道2位 北海道教育大学旭川校（3年連続4回目）
- 東北1位 東北学院大学（11年連続18回目）
- 東北2位 仙台大学（2年連続5回目）

関東
- 関東1位 日本体育大学（45年連続45回目）
- 関東2位 筑波大学（45年連続45回目）
- 関東3位 専修大学（16年連続16回目）
- 関東4位 東京女子体育大学（12年連続27回目）
- 関東5位 日本女子体育大学（45年連続45回目）
- 関東6位 白鷗大学（4年連続4回目）
- 関東7位 青山学院大学（15年連続36回目）
- 関東8位 早稲田大学（9年連続11回目）
- 関東9位 大妻女子大学（2年連続11回目）

北信越
- 北信越1位 長野経済短期大学（4年連続4回目）
- 北信越2位 信州大学（2年連続12回目）

東海
- 東海1位 愛知学泉大学（19年連続42回目）
- 東海2位 中京女子大学（2年連続33回目）
- 東海3位 桜花学園大学（3年連続5回目）
- 東海4位 中京大学（2年連続18回目）

近畿
- 関西1位 大阪体育大学（30年連続30回目）
- 関西2位 大阪薫英女子短期大学（23年連続23回目）
- 関西3位 武庫川女子大学（15年連続34回目）
- 関西4位 樟蔭東女子短期大学（24年連続24回目）
- 関西5位 立命館大学（5年連続5回目）
- 関西6位 園田学園女子大学（2年連続15回目）
- 関西7位 関西外国語大学（4年連続5回目）

中国・四国
- 中国1位 広島大学（5年連続21回目）
- 中国2位 徳山大学（8年連続9回目）
- 四国1位 高知大学（2年連続13回目）

九州
- 九州1位 鹿屋体育大学（7年連続12回目）
- 九州2位 福岡教育大学（6年連続20回目）
- 九州3位 九州女子短期大学（11年ぶり5回目）

## 試合結果
- Y…代々木第二体育館
- T…東京体育館（A・B）
- K…駒沢屋内球技場

### 男子
1回戦
| 日時      | Y                               | TA                            |
| --------- | ------------------------------- | ----------------------------- |
| 28日11:00 | ー                              | 東北学院大 79 - 85 関西学院大 |
| 28日12:30 | ー                              | 日本大 98 - 53 金沢大         |
| 28日14:00 | ー                              | 大阪商業大 68 - 75 筑波大     |
| 28日15:30 | 広島大 61 - 79 明治大           | 中京大 75 - 92 上武大         |
| 28日17:00 | 同志社大 65 - 63 順天堂大       | 札幌大 63 - 90 仙台大         |
| 28日18:30 | ー                              | 慶應義塾大 87 - 63 鹿屋体育大 |
| 29日11:00 | ー                              | 近畿大 45 - 74 愛知学泉大     |
| 29日12:30 | ー                              | 中央大 96 - 77 福岡大         |
| 29日14:00 | ー                              | 愛知大 54 - 84 京都産業大     |
| 29日15:30 | 大東文化大 91 - 65 広島経済大   | 九州産業大 83 - 101 専修大    |
| 29日17:00 | 新潟工業短大 51 - 95 青山学院大 | 拓殖大 107 - 54 北海学園大    |
| 29日18:30 | ー                              | 日本体育大 119 - 43 高知大    |

2回戦
| 日時      | Y                              | TA                            |
| --------- | ------------------------------ | ----------------------------- |
| 30日12:30 | ー                             | 日本大 55 - 76 愛知学泉大     |
| 30日14:00 | ー                             | 中央大 82 - 78 筑波大         |
| 30日15:30 | 上武大 79 - 99 専修大          | 慶應義塾大 65 - 81 京都産業大 |
| 30日17:00 | 拓殖大 75 - 63 仙台大          | 大東文化大 66 - 77 明治大     |
| 30日18:30 | 日本体育大 101 - 42 関西学院大 | 同志社大 71 - 59 青山学院大   |

3回戦
| 日時     | Y                             |
| -------- | ----------------------------- |
| 1日12:00 | 中央大 92 - 65 専修大         |
| 1日13:30 | 拓殖大 83 - 65 京都産業大     |
| 1日18:00 | 明治大 59 - 72 同志社大       |
| 1日19:30 | 日本体育大 72 - 66 愛知学泉大 |

5～8位決定戦
| 日時     | Y                          |
| -------- | -------------------------- |
| 2日15:30 | 専修大 102 - 65 京都産業大 |
| 2日18:30 | 愛知学泉大 70 - 57 明治大  |

7位決定戦
| 日時     | K                         |
| -------- | ------------------------- |
| 3日15:30 | 京都産業大 79 - 66 明治大 |

5位決定戦
| 日時     | K                         |
| -------- | ------------------------- |
| 3日18:30 | 専修大 54 - 73 愛知学泉大 |

決勝リーグ
| 順位 | チーム     | 日本体育大 | 拓殖大  | 中央大  | 同志社大 | 勝敗   | 得点 | 失点 | 差   | 勝点 |
| ---- | ---------- | ---------- | ------- | ------- | -------- | ------ | ---- | ---- | ---- | ---- |
| 1    | 日本体育大 | -          | ○ 81-52 | ○ 97-67 | ◯ 93-50  | 3勝0敗 | 271  | 169  | +102 | 6    |
| 2    | 拓殖大     | ● 52-81    | -       | ● 58-61 | ○ 79-48  | 1勝2敗 | 189  | 190  | -1   | 4    |
| 3    | 中央大     | ● 67-97    | ◯ 61-58 | -       | ● 73-74  | 1勝2敗 | 201  | 229  | -28  | 4    |
| 4    | 同志社大   | ● 50-93    | ● 48-79 | ◯ 74-73 | -        | 1勝2敗 | 172  | 245  | -73  | 4    |

### 女子
1回戦
| 日時      | Y                                         | TB                                        |
| --------- | ----------------------------------------- | ----------------------------------------- |
| 28日11:00 | ー                                        | 長野経済短大 53 - 88 東北学院大           |
| 28日12:30 | 北海道教育大札幌校 57 - 62 東京女子体育大 | 日本女子体育大 62 - 54 関西外国語大       |
| 28日14:00 | 青山学院大 48 - 71 立命館大               | 徳山大 57 - 82 鹿屋体育大                 |
| 28日15:30 | ー                                        | 桜花学園大 55 - 65 仙台大                 |
| 28日17:00 | ー                                        | 高知大 50 - 82 中京女子大                 |
| 28日18:30 | ー                                        | 白鷗大 87 - 75 中京大                     |
| 29日11:00 | ー                                        | 北海道教育大旭川校 59 - 88 樟蔭東女子短大 |
| 29日12:30 | 専修大 71 - 41 福岡教育大                 | 筑波大 85 - 61 園田学園女子大             |
| 29日14:00 | 九州女子短大 43 - 120 日本体育大          | 信州大 48 - 72 武庫川女子大               |
| 29日15:30 | ー                                        | 大妻女子大 67 - 96 大阪薫英女子短大       |
| 29日17:00 | ー                                        | 大阪体育大 86 - 60 広島大                 |
| 29日18:30 | ー                                        | 愛知学泉大 113 - 45 早稲田大              |

2回戦
| 日時      | Y                               | TB                                    |
| --------- | ------------------------------- | ------------------------------------- |
| 30日11:00 | 仙台大 70 - 78 大阪薫英女子短大 | ー                                    |
| 30日12:30 | 大阪体育大 73 - 46 中京女子大   | 日本女子体育大 50 - 62 樟蔭東女子短大 |
| 30日14:00 | 愛知学泉大 99 - 41 東北学院大   | 筑波大 70 - 46 鹿屋体育大             |
| 30日15:30 | ー                              | 白鷗大 48 - 64 武庫川女子大           |
| 30日17:00 | ー                              | 専修大 89 - 49 東京女子体育大         |
| 30日18:30 | ー                              | 立命館大 70 - 95 日本体育大           |

3回戦
| 日時     | Y                                 |
| -------- | --------------------------------- |
| 1日9:00  | 筑波大 69 - 67 大阪薫英女子短大   |
| 1日10:30 | 大阪体育大 59 - 43 武庫川女子大   |
| 1日15:00 | 専修大 53 - 54 日本体育大         |
| 1日16:30 | 愛知学泉大 60 - 42 樟蔭東女子短大 |

5～8位決定戦
| 日時     | Y                                     |
| -------- | ------------------------------------- |
| 2日14:00 | 大阪薫英女子短大 39 - 42 武庫川女子大 |
| 2日17:00 | 樟蔭東女子短大 50 - 52 専修大         |

7位決定戦
| 日時     | K                                       |
| -------- | --------------------------------------- |
| 3日14:00 | 大阪薫英女子短大 56 - 45 樟蔭東女子短大 |

5位決定戦
| 日時     | K                           |
| -------- | --------------------------- |
| 3日17:00 | 武庫川女子大 39 - 59 専修大 |

決勝リーグ
| 順位 | チーム     | 愛知学泉大 | 日本体育大 | 大阪体育大 | 筑波大  | 勝敗   | 得点 | 失点 | 差   | 勝点 |
| ---- | ---------- | ---------- | ---------- | ---------- | ------- | ------ | ---- | ---- | ---- | ---- |
| 1    | 愛知学泉大 | -          | ○ 72-61    | ○ 101-41   | ◯ 83-46 | 3勝0敗 | 256  | 148  | +108 | 6    |
| 2    | 日本体育大 | ● 61-72    | -          | ○ 56-38    | ○ 59-52 | 2勝1敗 | 176  | 162  | +14  | 5    |
| 3    | 大阪体育大 | ● 41-101   | ● 38-56    | -          | ◯ 56-53 | 1勝2敗 | 135  | 210  | -75  | 4    |
| 4    | 筑波大     | ● 46-83    | ● 52-59    | ● 53-56    | -       | 0勝3敗 | 151  | 198  | -47  | 3    |

## 順位
| 順位   | 男子         | 男子          | 女子                 | 女子          |
| 順位   | 大学名       | 備考          | 大学名               | 備考          |
| ------ | ------------ | ------------- | -------------------- | ------------- |
| 優勝   | 日本体育大学 | 4年連続13回目 | 愛知学泉大学         | 4年連続11回目 |
| 準優勝 | 拓殖大学     |               | 日本体育大学         |               |
| 3位    | 中央大学     |               | 大阪体育大学         |               |
| 4位    | 同志社大学   |               | 筑波大学             |               |
| 5位    | 愛知学泉大学 |               | 専修大学             |               |
| 6位    | 専修大学     |               | 武庫川女子大学       |               |
| 7位    | 京都産業大学 |               | 大阪薫英女子短期大学 |               |
| 8位    | 明治大学     |               | 樟蔭東女子短期大学   |               |

## 表彰
| タイトル       | 男子       | 男子              | 男子                        | 女子       | 女子               | 女子                        |
| タイトル       | 選手名     | 所属              | 備考                        | 選手名     | 所属               | 備考                        |
| -------------- | ---------- | ----------------- | --------------------------- | ---------- | ------------------ | --------------------------- |
| 得点王         | 渡邉拓馬   | 拓殖大№4、3年     | 63点                        | 渡邉温子   | 愛知学泉大№7、3年  | 67点                        |
| 3P王           | 小野元     | 中央大№11、3年    | 9本                         | 石川真紀   | 大阪体育大№11、2年 | 7本                         |
| リバウンド王   | 篠原隆史   | 日本体育大№8、4年 | OFF19REB DEF25REB 合計44REB | 矢代直美   | 日本体育大№4、4年  | OFF13REB DEF15REB 合計28REB |
| アシスト王     | 山中健一   | 中央大№4、4年     | 17本                        | 安谷屋陽子 | 愛知学泉大№13、2年 | 13本                        |
| ディフェンス王 | 藤本浩太郎 | 日本体育大№7、4年 |                             | 矢代直美   | 日本体育大№4、4年  |                             |
| 優秀選手       | 堀田剛司   | 日本体育大№5、4年 |                             | 須田都古   | 愛知学泉大№4、4年  |                             |
| 優秀選手       | 篠原隆史   | 日本体育大№8、4年 |                             | 船引まゆみ | 愛知学泉大№9、3年  |                             |
| 優秀選手       | 永田道夫   | 中央大№6、4年     |                             | 安達美紀   | 日本体育大№5、3年  |                             |
| 優秀選手       | 玖田将夫   | 同志社大№8、3年   |                             | 横田絵美   | 日本体育大№7、3年  |                             |
| 敢闘賞         | 渡邉拓馬   | 拓殖大№4、3年     |                             | 矢代直美   | 日本体育大№4、4年  |                             |
| MVP            | 大野篤史   | 日本体育大№4、4年 |                             | 渡邉温子   | 愛知学泉大№7、3年  |                             |